# Tabqa-Talsperre
Die Tabqa-Talsperre (auch ath-Thaura-Damm, Sadd al-Furat oder Euphrat-Staudamm; arabisch سد الفرات, DMG Sadd al-Furāt) ist eine Talsperre am Euphrat im Gouvernement ar-Raqqa in Syrien. Gemessen am Stauvolumen des durch sie entstehenden Stausees, dem Assadsee (arabisch بحيرة الأسد, DMG Buḥayrat al-asad), zählt sie als die größte des Landes.
Die Talsperre dient der Stromerzeugung in einem Wasserkraftwerk mit einer installierten Leistung von 824 MW. Die elektrische Energie wird über Hochspannungsleitungen bis nach Aleppo geliefert. Außerdem dient die Talsperre der Bewässerung von Feldern entlang des Flusses Euphrat abwärts bis zur irakischen Grenze.

## Geschichte
Die Talsperre wurde von März 1968 bis 1974 mit sowjetischer finanzieller und technischer Hilfe errichtet. Ab 1973 aufgestaut wurde er schließlich von Präsident Hafiz al-Assad, nach dem der Stausee benannt ist, 1993 eingeweiht. Der Assadsee ist Syriens größter See mit einer maximalen Kapazität von elf Kubikkilometern.
Die Fläche des Stausees beträgt nach verschiedenen Quellen 610, 625, 630, 674 oder sogar 810 oder 817 km². Er ist 80 km lang, durchschnittlich 8 km breit und fasst circa zwölf Milliarden Kubikmeter. Ein großes Netzwerk von Kanälen verwendet Wasser aus dem Assadsee, um die Ländereien auf beiden Seiten des Euphrates zu bewässern. Zusätzlich versorgt der See die Stadt Aleppo mit Trinkwasser und unterstützt die Fischindustrie. Die Ufer des Assadsees haben sich zu wichtigen ökologischen Zonen entwickelt. Wegen Wasserknappheit kann der See oft nicht vollständig gefüllt werden, wodurch die geplante elektrische Leistung nicht erreicht wird und auch die vorgesehenen Flächen nicht bewässert werden können.
Der Staudamm befindet sich bei ath-Thaura, etwa 35 km westlich der Stadt ar-Raqqa und 120 km östlich von Aleppo. Der frühere kleine Ort Tabqa ist Teil der neuen, mit breiten Straßen angelegten Stadt Ath Thaura geworden, die von Vertriebenen aus den Überschwemmungsgebieten gegründet wurde. Er ist ein 60 m hoher und – mit Nebendämmen – 4,5 km langer Erdschüttdamm. Nach dem Bauwerksvolumen ist er einer der größten der Erde; er liegt etwa auf Platz 25. Als Hochwasserentlastung dient ein 250 m langes Überlaufbauwerk mit zwei Öffnungen.
Der Bau der Tabqa-Talsperre führte 1974/75 fast zu einem Krieg mit dem Irak, weil dieser sich von der Wasserzufuhr abgeschnitten fühlte. Zusätzlich hält die Türkei mit dem Atatürk- und dem Keban-Staudamm Wasser zurück.
Der Assad-See überschwemmte eine Reihe wichtiger archäologischer Fundstellen, darunter das bronzezeitliche Emar sowie die Grabstätte des Sulaiman Schah. 1973 wurde das Grab, bedingt durch das steigende Wasser des Stausees, von Qalʿat Dschaʿbar flussaufwärts an die Brücke der M4 in der Nähe des Dorfes Qere Qozaq verlegt, der Status als türkische Exklave wurde ebenfalls dorthin übertragen. Als dann 1991 mit dem Bau der Tischrin-Talsperre weiter nördlich der Tabqa-Talsperre begonnen wurde, war die Grabstätte erneut in Gefahr. Anfangs wurde über eine Verlegung in die Türkei nachgedacht, dann entschied man aber, das Grab an seinem Platz zu belassen, und renovierte es. Die elf Soldaten, die es bewachen, stammten aus einer Einheit aus Şanlıurfa und wechseln sich jede Woche ab.
Im Februar 2013 wurde die Talsperre von Rebellen um die Al Nusra Front erobert.
Später geriet die Talsperre unter Kontrolle der Terrororganisation „Islamischer Staat“. Im Zuge des Vormarsches von SDF-Kämpfern und US-Truppen auf die IS-Hochburg ar-Raqqa wurde die Talsperre durch amerikanische Luftangriffe Ende März 2017 schwer beschädigt. Am 10. Mai 2017 zogen die letzten IS-Kämpfer ab und die SDF übernahmen die Kontrolle über den Damm. Entgegen  der Behauptung des IS, der Damm drohe einzustürzen, verkündete ein SDF-Sprecher, dass, nach Begutachtung durch Ingenieure, der Damm intakt sei und das Umland somit sicher vor den Wassermassen.